# Hellmann-Feynman-Theorem
Das Hellmann-Feynman Theorem ist ein Theorem in der Quantenmechanik, welches die Energieeigenwerte eines zeitunabhängigen Hamiltonoperators mit den Parametern, die er enthält, in Bezug setzt. Es ist nach seinen Entdeckern Hans Hellmann (1936) und Richard Feynman (1939)  benannt. Nach Julian Schwinger wurde dieses Theorem allerdings schon 1933 von Wolfgang Pauli publiziert.
Im Allgemeinen besagt das Theorem:
{\displaystyle {\frac {\partial {E_{n}}}{\partial {\lambda }}}=\int {\psi _{n}^{*}{\frac {\partial {\hat {H}}}{\partial {\lambda }}}\psi _{n}d\tau }}
- {\displaystyle {\hat {H}}} ist der parametrisierte Hamiltonoperator
- {\displaystyle E_{n}} ist der n-te Eigenwert des Hamiltonoperators
- {\displaystyle \psi _{n}} ist der n-te Eigenvektor des Hamiltonoperators
- {\displaystyle \lambda } ist der Parameter, der interessiert (und von dem sowohl {\displaystyle {\hat {H}}} als auch die {\displaystyle \psi _{n}} abhängen)
- {\displaystyle \int d\tau } bedeutet eine komplette Integration über den gesamten Definitionsbereich der Eigenvektoren.

## Der Beweis
Der Beweis ist, wenn man rein formal vorgeht, recht einfach. In der Dirac'schen Bra-Ket-Notation kann geschrieben werden:
{\displaystyle {\begin{aligned}{\frac {\partial E_{\lambda }}{\partial \lambda }}&={\frac {\partial }{\partial \lambda }}\langle \psi (\lambda )|{\hat {H}}_{\lambda }|\psi (\lambda )\rangle \\&=\langle {\frac {\partial \psi (\lambda )}{\partial \lambda }}|{\hat {H}}_{\lambda }|\psi (\lambda )\rangle +\langle \psi (\lambda )|{\hat {H}}_{\lambda }|{\frac {\partial \psi (\lambda )}{\partial \lambda }}\rangle +\langle \psi (\lambda )|{\frac {\partial {\hat {H}}_{\lambda }}{\partial \lambda }}|\psi (\lambda )\rangle \\&=E_{\lambda }\langle {\frac {\partial \psi (\lambda )}{\partial \lambda }}|\psi (\lambda )\rangle +E_{\lambda }\langle \psi (\lambda )|{\frac {\partial \psi (\lambda )}{\partial \lambda }}\rangle +\langle \psi (\lambda )|{\frac {\partial {\hat {H}}_{\lambda }}{\partial \lambda }}|\psi (\lambda )\rangle \\&=E_{\lambda }{\frac {\partial }{\partial \lambda }}\langle \psi (\lambda )|\psi (\lambda )\rangle +\langle \psi (\lambda )|{\frac {\partial {\hat {H}}_{\lambda }}{\partial \lambda }}|\psi (\lambda )\rangle \\&=\langle \psi (\lambda )|{\frac {\partial {\hat {H}}_{\lambda }}{\partial \lambda }}|\psi (\lambda )\rangle .\end{aligned}}}
da gilt:
{\displaystyle {\hat {H}}_{\lambda }|\psi (\lambda )\rangle =E_{\lambda }|\psi (\lambda )\rangle ,}
{\displaystyle \langle \psi (\lambda )|\psi (\lambda )\rangle =1\Rightarrow {\frac {\partial }{\partial \lambda }}\langle \psi (\lambda )|\psi (\lambda )\rangle =0.}
Für eine kritische, mathematische Betrachtung dieses Beweises, siehe. Im Beweis wird insbesondere eine differenzierbare Abhängigkeit der Eigenvektoren von den Systemparametern angenommen. Daher ist das Theorem an kritischen Punkten eines Systems im thermodynamischen Limes nicht anwendbar, was auch als „Verletzung“ oder „Zusammenbruch“ des Theorems bezeichnet wird.